# Sava Dolinka
La Sava Dolinka è uno dei due rami sorgentiferi della Sava e scorre nella Slovenia nord-occidentale.

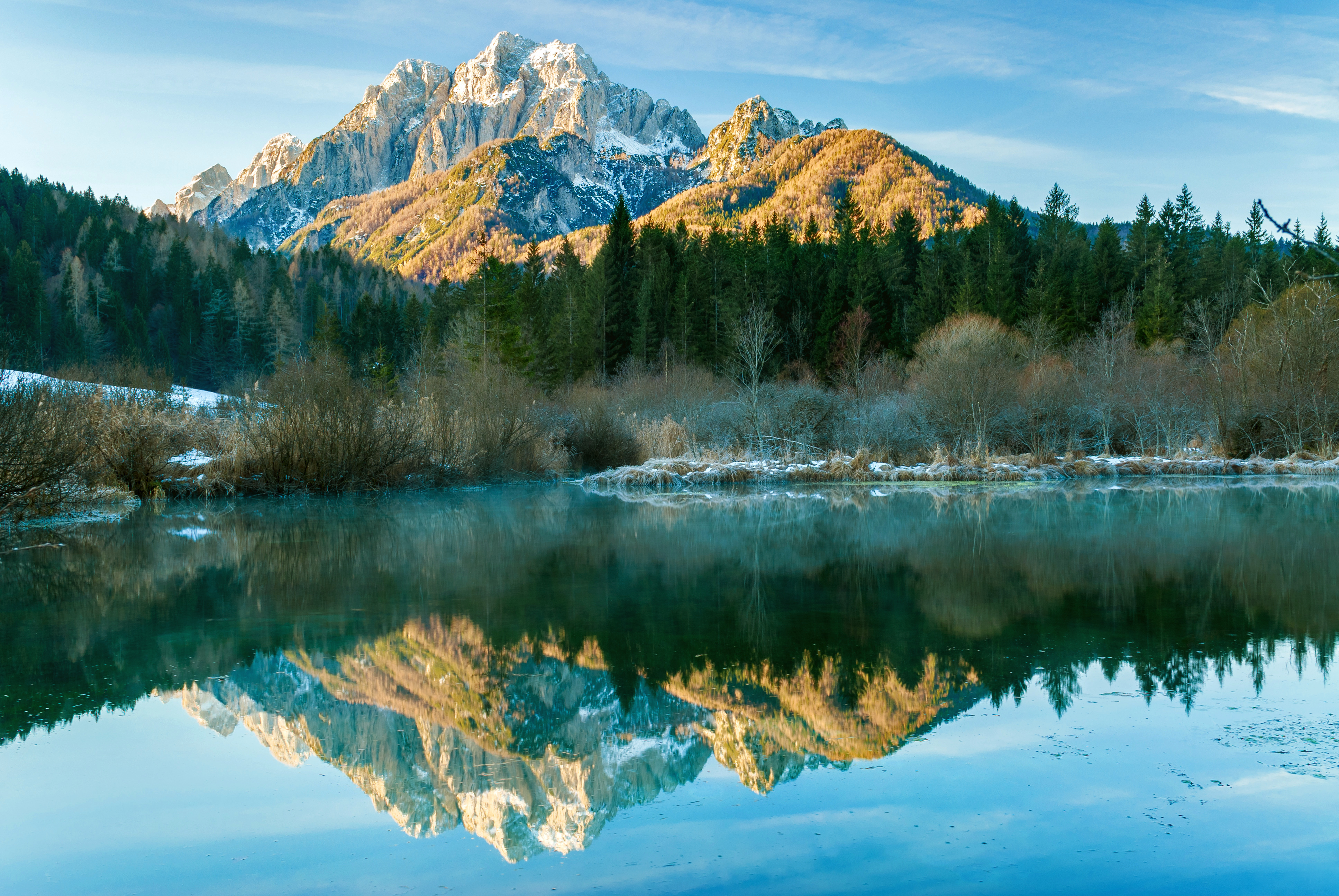
Zelenci

È lunga 45 chilometri e nasce nella valle Planica nelle Alpi Giulie, a 1.222 metri d'altezza, presso il confine italiano. Subito dopo la sorgente il corso va sottoterra ed esce dopo 5 chilometri ad un'altezza di 842 metri nella riserva naturale di Zelenci, presso Kranjska Gora. La Sava Dolinka scorre attraverso Kranjska Gora, Gozd Martuljek, Jesenice, in mezzo a Bled e Breg ed infine la città di Lesce. Si unisce con l'altro ramo sorgentifero (la Sava Bohinjka) a Radovljica.
Importante affluente della Sava Dolinka è il Radovna.